# تپه گرد پایگاهه
تپه گرد پایگاهه مربوط به هزاره اول قبل از میلاد است و در شهرستان ارومیه، بخش سیلوانه، دهستان مرگور، روستای چریک آباد واقع شده و این اثر در تاریخ ۲۵ آبان ۱۳۸۷ با شمارهٔ ثبت ۲۳۵۹۲ به‌عنوان یکی از آثار ملی ایران به ثبت رسیده است.